# FEFO
FEFO, do acrônimo inglês "First-Expire, First-Out" ou Primeiro que Vence é o Primeiro que Sai. Serve para gerenciar o arranjo e expedição de matérias-primas ou mercadorias de um estoque, levando em consideração o seu prazo de validade.
Este conceito, por sua natureza é muito utilizado e aplicado nas operações das Indústrias: alimentícias e de bebidas, químicas e farmacêuticas, bem como no agro-negócio. Este conceito também é muito utilizado para o arranjo de mercadorias em redes de varejo, notadamente supermercados, servindo como ponto de atenção para o estímulo de vendas através de promoções, como propósito de manter atualizados os estoques de acordo com os prazos de validade. O custo médio trata basicamente da aplicação do custo médio lugar do custo efetivo. O método de avaliação do estoque médio é aceito pelo fisco e geralmente é o mais recomendado, porem o lado negativo é que este  método serve apenas para contabilização do ativo circulante.